# Juste de Tibériade
Juste de Tibériade ou Justus de Tibériade était un écrivain et historiographe juif du Ier siècle. Tout ce que nous savons de sa vie vient de l'Autobiographie que Flavius Josèphe a visiblement écrite pour répondre aux assertions faites par Justus dans son Histoire de la guerre juive, publiée vers 93/94 ou peu après 100. Josèphe est d'ailleurs le seul à évoquer cet écrit, mais sans jamais en citer le moindre extrait. Cette Histoire publiée par Justus semble avoir disparu peu de temps après la publication de l'Autobiographie de Flavius Josèphe, car elle est inconnue des auteurs païens et les auteurs chrétiens qui la mentionnent ne font que citer ce que disait Josèphe.
Après la Grande révolte juive (66-70), Justus a été le secrétaire du roi Agrippa (II) et a attendu sa mort pour publier son Histoire de cette révolte. Il est aussi connu comme l'auteur de deux autres écrits qui ont disparu beaucoup plus tard. Ainsi au IXe siècle, l'évêque Photios de Constantinople a pu encore accéder à un exemplaire de la Chronique des rois juifs écrite par Justus.

## Éléments biographiques

### L'historiographe juif
Justus de Tibériade est un fils de Pistos. Tous deux sont présentés comme des autorités de la ville de Tibériade lorsque Flavius Josèphe est gouverneur de Galilée en 66/67. Il est surtout connu comme historiographe. Aucun de ses écrits n'est parvenu jusqu'à nous, mais trois d'entre-eux sont mentionnés par des auteurs antiques. Dans son De viris illustribus (14), Jérôme de Stridon mentionne l'un d'entre-eux qu'il appelle Commentarioli de scriptura, un commentaire des écrits bibliques, correspondant à ce que la tradition chrétienne appelle l'Ancien Testament. Quelques Pères de l'Église ont lu sa Chronique des rois juifs, dont l'évêque Photios de Constantinople pouvait encore consulter un exemplaire au IXe siècle,. Mais l'écrit qui nous vaut de le connaître, bien qu'il semble avoir presque immédiatement disparu, est son Histoire de la guerre juive, par la réaction qu'il provoque chez Flavius Josèphe.

### Justus accusé d'être responsable de la révolte
En réponse à cette Histoire, Flavius Josèphe publie en effet son Autobiographie afin de contrer différentes assertions qui racontaient une histoire très différente de ce que ce dernier avait publié dans sa Guerre des Juifs vingt ans auparavant,,. Il y attaque longuement Justus, alors qu'il ne l'avait même pas mentionné — ni son père Pistos — dans la Guerre des Juifs écrite vingt ans auparavant. L'essentiel de ce que nous connaissons sur Justus, provient d'ailleurs d'une longue digression de Josèphe qui l'attaque dans cette Autobiographie (336-367). Il lui reproche de multiplier les erreurs — mais sans en citer aucune explicitement — et de « n'avoir pas eu accès, contrairement à lui, aux notes de terrain de Vespasien et de Titus. » Pour déconsidérer son adversaire, Josèphe indique justement que « dans les commentaires de l'empereur Vespasien », dont il doute que Justus a pu les consulter, il serait indiqué qu'à l'arrivée du futur empereur à Ptolémaïs (printemps 67) « les habitants de la Décapole le prièrent de faire châtier [Justus] comme l'auteur de tous leurs maux. » Ce à quoi Justus n'aurait réchappé que grâce à la clémence du roi Agrippa (II) et sur la prière de la reine Bérénice. D'après Josèphe, la raison de cette mise en cause était le rôle qu'aurait joué Justus lors de l'attaque que les habitants de Tibériade ont menée contre Gadara, au tout début de la révolte, en automne 66, lorsque les villes juives se sont mises à attaquer les villes grecques voisines et réciproquement, avant même l'arrivée de Josèphe en Galilée. Toutefois, cette accusation n'a visiblement pas prospéré et il est évident que Josèphe rapporte ces événements de façons biaisée et polémique. Josèphe présente Justus comme quelqu'un qui hésitait entre se ranger du côté de la révolte et qui influençait son père Pistos, seul membre de l'aristocratie de Tibériade à ne pas être membre du parti pro-romain, dirigé par Julius Capella. Alors que le parti anti-romain était mené par Jésus fils de Sapphias qui conduisait un groupe de gens pauvres et de bateliers. Flavius Josèphe l'accuse d'avoir conduit « son pays à se révolter contre les Romains ». Toutefois en dépit des efforts de Josèphe pour rejeter la responsabilité du soulèvement de la Galilée sur Justus plusieurs faits qu'il évoque dans sa Vita contredisent cette accusation. Ainsi, Justus était opposé à la destruction du palais d'Hérode à Tibériade, alors qu'au contraire Josèphe tentait d'obtenir sa destruction du Conseil de la ville. Josèphe dit lui-même que Justus n'était pas membre de la fraction favorable à la guerre, mais chef d'une fraction aux positions intermédiaires. Il est d'ailleurs possible que ce troisième parti soit une invention de Josèphe qui ne pouvait pas faire de Justus le dirigeant du parti révolutionnaire car il était beaucoup trop connu que son chef était Jésus fils de Sapphia. Certains des proches parents de Justus ont d'ailleurs été tués par les révolutionnaires à Gamala. De plus, Josèphe déclare l'avoir fait prisonnier avec tous les membres du conseil de Tibériade, car en raison de l'invincibilité des Romains, ce conseil avait secrètement fait allégeance au roi Agrippa et demandé qu'il envoie des forces pour prendre le contrôle de la ville,. Josèphe les aurait ensuite relâchés en leur recommandant de faire preuve de duplicité car s'il était bien conscient de l'invincibilité des Romains, ils devaient faire semblant de soutenir la guerre contre Rome à cause des « brigands » (lestai),. Josèphe s'approprie ici « le vocabulaire discriminatoire des Romains ». À plusieurs reprises dans la Guerre des Juifs, il appelle « brigands » les révoltés juifs, comme les Sicaires, les Zélotes ou les membres de la Quatrième philosophie. Pour Shaye J. D. Cohen, ceux qui sont appelés « brigands » dans ce passage, étaient les propres partisans de Josèphe à l'époque des faits. Enfin, avant même l'offensive de Vespasien en Galilée (printemps 67), Justus n'était plus à Tibériade, mais avait rejoint le roi Agrippa à Beyrouth,, alors que celui-ci allait joindre son armée aux trois légions de Vespasien pour entamer la reconquête de toute la Palestine en commençant par la Galilée.
Après la Grande révolte juive (66-70), il a été le secrétaire impérial à la cour d'Agrippa,, roi de Batanée et de la partie orientale de la Galilée (Vita 356).

### Justus accusé d'être un faussaire
Josèphe compare Justus et tous les historiens qui mentent « par haine ou partialité » aux « faussaires qui fabriquent de faux contrats (V § 337) ». Puis dans la longue digression dans laquelle Josèphe attaque Justus (V 356), il suggère que si Agrippa a chassé Justus et lui a défendu de se « présenter jamais devant lui » à partir d'un moment indéterminé, c'est parce-qu'il se serait rendu compte qu'il se montrait malhonnête « dans la charge de secrétaire dont il [l'avait] honoré ». Pour Shaye J. D. Cohen, « Josèphe étiquette Justus comme un faussaire, une accusation parfois proférée contre des secrétaires officiels », ce qui renvoie à la comparaison qu'il a faite en § 337 entre ceux qui mentent pour fabriquer une histoire fausse — comme l'a fait d'après lui Justus — et les « faussaires qui fabriquent de faux contrats. » Josèphe termine toutefois ce passage en disant que « sur tout cela [il] renonce de faire la preuve jusque dans le détail ».
Ce n'est qu'après la mort d'Agrippa que Justus publie son Histoire de la guerre juive qui déclenche l'écriture de l'Autobiographie de Flavius Josèphe,,. Les dates de publication de ces deux écrits dépendent de la date de la mort d'Agrippa qui intervient soit en 92/93,,, soit en 100. Voir à ce sujet le § Date de la mort d'Agrippa dans l'article Agrippa II.
Après la publication de l'Autobiographie de Flavius Josèphe, les deux hommes disparaissent de l'histoire.

## Sources

### Autobiographie de Flavius Josèphe
L'Autobiographie de Flavius Josèphe est son dernier écrit, vraisemblablement publiée 20 ans après le livre II de la Guerre des Juifs, sinon plus. Il est probable qu'elle figurait initialement en appendice au XXe et dernier livre des Antiquités judaïques. On détecte d'ailleurs deux fins à ce livre XX des Antiquités. Il y a donc eu une première publication des Antiquités en 93/94 sans cette Vita, puis une seconde publication, peu d'années après,. Une partie importante de la critique historique identifie l'Épaphodite à qui Flavius Josèphe dédie ses Antiquités judaïques à l'ancien secrétaire de Néron, qui a ensuite été secrétaire des trois empereurs flaviens,. Il est exécuté sur ordre de Domitien fin 95/début 96, pendant ce qu'il est convenu d'appeler la « persécution de Domitien ». Toutefois pour les historiens il ne s'agit pas d'une persécution religieuse, mais plutôt d'une répression à caractère politique. Comme Josèphe rend hommage à cet Épaphrodite dans son Autobiographie, selon cette hypothèse celle-ci aurait été publiée avant 96 et naturellement après la première édition des Antiquités.
Toutefois les historiens et exégètes sont d'accord pour dire que ce qui provoque l'écriture de sa biographie par Flavius Josèphe est la publication par Justus de Tibériade de son Histoire de la Guerre juive,,. Josèphe lui reproche d'avoir attendu la mort d'Agrippa II pour publier son "Histoire". Pour une partie de la critique qui se fonde sur des inscriptions épigraphiques et la disparition des monnaies de Domitien celle-ci intervient pendant son règne,,. En analysant les textes de Flavius Josèphe, ils estiment qu'Agrippa était probablement déjà mort lors de la publication de la première édition des Antiquités judaïques,,. Si cette thèse est parfaitement compatible avec l'identification de l'ancien secrétaire de Néron appelé Épaphrodite comme étant le parrain littéraire de Josèphe, d'autres critiques se fondent sur une indication de Photios de Constantinople pour situer la mort d'Agrippa en 100. La publication de son Autobiographie par Flavius Josèphe aurait dans ce cas eu lieu dans une période moins troublée. Pour un exposé détaillé à ce sujet, voir le § Date de la mort d'Agrippa dans l'article Agrippa II.
La Vita de Flavius Josèphe n'est pas une réelle autobiographie car curieusement 85 % du texte est consacré aux 7 à 8 mois de sa vie où pendant la Grande révolte juive, il a été le gouverneur de la Galilée désigné par les révoltés de Jérusalem (vers octobre 66 - juin 67).

### Photios de Constantinople
Photios de Constantinople n'a lu que la Chronique des rois Juifs, qui depuis a été perdue. « Il est apparent que Photios ne connaît l'"Histoire" de Justus de Tibériade qu'à travers Flavius Josèphe : tout ce qu'il dit à son sujet dérive de l'Autobiographie et est précédé par "comme Josèphe le dit". » « Alors que la Chronique a eu quelque influence, « l'Histoire de la guerre » a disparu sans laisser de trace. [...] Il n'y a pas de signes que le moindre auteur polythéiste n'ait jamais lu l'Histoire de Justus » de même qu'aucun auteur chrétien n'en cite le moindre extrait. Le commentaire de Photios n'échappe pas à la règle et se contente de reprendre les dénigrements de Josèphe à propos de ce livre perdu lui aussi, mais qui, à la différence de la Chronique des rois juifs, a peut-être disparu peu après sa publication.

## L'Histoire de la guerre juive de Justus
Le livre de Justus au sujet de la grande révolte juive était un récit de la guerre (Vita 336 et 338) qui incluait la campagne en Galilée, les actions de Josèphe et qui contestait sa version du siège de Jotapata (Vita 357). Il racontait aussi le siège de Jérusalem (Vita 358). Il contestait aussi visiblement la version de Josèphe au sujet de Philippe de Bathyra et de ce qui s'était passé à Gamala et en Batanée. C'est principalement sur ces sujets là que Josèphe s'attache à répondre longuement, alors qu'il ne consacre qu'une phrase pour répondre aux contestations de Justus au sujet du siège de Iotapata — dont Josèphe prétend avoir dirigé la défense — et au sujet de la version de Josèphe des événements ayant eu lieu lors du siège de Jérusalem (V 357-358).
Si Justus avait tant de raisons de haïr Flavius Josèphe, pourquoi a-t-il attendu 20 ans (Vita 360) avant de l'attaquer dans son écrit ? Josèphe utilise cette attente comme une preuve des mensonges de Justus. S'il a attendu la mort de Vespasien, de Titus, Agrippa, et tous ceux qui connaissaient la vérité, c'est qu'il savait qu'ils n'auraient pas toléré ses mensonges, (359-360). On s'est donc demandé si Justus n'attaquait pas Agrippa et les empereurs, attendant leur mort pour publier « sa vérité ». Toutefois, il n'y a pas de signe qu'il ait attaqué un personnage royal, juif ou romain. Si cela avait été le cas, il est invraisemblable que Josèphe qui consacre une grande place aux attaques contre Justus dans sa Vita, n'en ait pas fait état.

### Contestation de la véracité de l'histoire racontée par Josèphe
Dans son livre Justus, déclarait raconter une histoire supérieure à celle déjà publiée qui prenait soin de respecter les faits historiques. Selon Josèphe, il contredisait ainsi les mémoires de Vespasien, (Vita 358). Il « témoignait faussement » contre Josèphe (Vita 338). La Vita de § 357 à 367 implique aussi que Justus attaquait la véracité de la Guerre des Juifs sur certains points.

### Philippe de Bathyra, la Batanée et Gamala
Outre le fait que 85 % de son Autobiographie soit consacrée aux 7 à 8 mois de la vie de Josèphe où pendant la Grande révolte juive, il a été le gouverneur de la Galilée désigné par les révoltés de Jérusalem (vers octobre 66 - juin 67) et qu'une place importante soit réservée aux attaques contre Justus, il est étonnant qu'une place encore plus importante soit consacrée à Philippe de Bathyra, à certains de ses parents, à la Batanée et à Gamala. Le seul lien entre ces personnages et Justus de Tibériade est qu'il semble qu'un parent de Philippe, appelé Jésus, était marié avec une des sœurs de Justus. Ce couple aurait été tué par les révolutionnaires à Gamala en même temps qu'un parent de Philippe et de Jésus appelé Chares,, bien que la Guerre des Juifs fournisse une version très différente de la mort de Chares. Ce qui est étonnant, c'est que ce fait semble être la motivation de Josèphe pour faire plusieurs développements au sujet de Philippe qui contredisent totalement les informations qu'il avait donné dans la Guerre des Juifs. Par exemple, dans la Vita, Philippe n'est plus envoyé en octobre 66 par Cestius Gallus pour faire un rapport à Néron qui se trouvait alors en Achaïe (Grèce), mais il a été envoyé à Rome par le roi Agrippa sur la recommandation de Vespasien parce qu'il était accusé d'actes anti-Romains, quelques mois avant le suicide de cet empereur (9 juin 68). Philippe est aussi un parent de Chares qui, au moins en son absence, est le chef des habitants de Batanée qui sont allés se réfugier dans la forteresse de Gamala. Dans la Vita, Chares semble présenté comme un frère ou un parent de Jésus qui s'est marié avec une sœur de Justus de Tibériade, bien que les deux passages concernés (§ 185-186 et § 177-178) dont le second renvoie au premier soient particulièrement confus, car impossibles à réconcilier. En 66-67, Chares est un des chefs de la ville fortifiée conjointement avec un Joseph qualifié de médecin (ou péjorativement de médecin efféminé). Dans la Guerre des Juifs, Chares dirige avec Joseph la résistance aux Romains jusqu'au dernier moment et meurt lors de la prise de la ville, en novembre 67, le même jour que son alter-ego : lui malade dans son lit et Joseph en tentant de sortir des remparts,. Alors que dans la Vita, il est tué par ce même Joseph et les habitants révolutionnaires de Gamala en même temps que son parent Jésus, avant que Flavius Josèphe n'arrive en Galilée peu après la défaite de Cestius Gallus le 8 Dios (fin octobre 66). Des informations que Shaye J. D. Cohen estime quelque peu difficiles à concilier. Y-avait-il plusieurs dirigeants appelés Chares à Gamala ? Dans ce cas, pourquoi Josèphe ne fournit-il aucune précision pour lever l'ambiguïté ?
Pour Shaye J. D. Cohen, il est évident que nous ne pouvons pas retrouver exactement ce que disait Justus ou ce qui s'est ébruité sur ce qui s'est passé à Gamala en 66-67. La seule exigence d'informations de mise en contexte de l'histoire de Gamala ne peut expliquer l'extraordinaire quantité de détails fournis sur Philippe et Gamala. Pour Shaye J. D. Cohen, « en tout cas, les Antiquités judaïques et la Vita font preuve d'un grand intérêt pour Gamala, la Batanée et Philippe, bien plus grand que ce qu'une simple réfutation de Justus aurait nécessité. »

### Josèphe à Tibériade
Justus soutenait aussi que Josèphe et son armée de galiléens étaient responsables d'actions anti-romaines contre sa ville de Tibériade (Vita 340 et 350). On peut déduire de Vita 353 que Justus accusait Josèphe de brutalité à Tibériade. Lorsqu'il est arrivé en Galilée la première chose que Flavius Josèphe raconte dans sa Vita est la destruction du palais que le roi Agrippa possédait à Tibériade, suivi du meurtre de tous les habitants grecs de la ville. Selon lui, alors qu'il n'avait pas pénétré dans la cité, il a demandé aux autorités de Tibériade de détruire le palais d'Hérode qui comportait des peintures violant l'aniconisme prôné par certaines tendances du judaïsme. Alors que le conseil de Tibériade, dans lequel siégeait le père de Justus, était très réticent pour exécuter cette décision qui émanait de Jérusalem, l'archonte de la ville qui dirigeait aussi la tendance anti-romaine, Jésus fils de Sapphia, aurait incendié le palais et tué tous les habitants grecs de la cité (V 66-67). Pour Shaye J. D. Cohen, cette relation est probablement fausse. S'il n'a joué aucun rôle dans ces événements et dans le pillage du palais qui a suivi, comment Josèphe et le conseil de Tibériade ont-ils pu contrôler le butin résultant de ce pillage ? Josèphe prétend qu'il a simplement soustrait ce butin des mains des criminels et qu'il l'a donné à Julius Capella, chef de la tendance de ceux qui voulaient « demeurer fidèles au peuple romain et à leur roi » afin de préserver les intérêts d'Agrippa (V 68-69). Comment a-t-il pu contrôler le butin s'il n'avait rien à voir avec le pillage ? Cohen émet l'hypothèse que Josèphe et Jésus ont initialement coopéré pour détruire le palais et pour le massacre qui a suivi.
Mais pourquoi les événements de Tibériade pendant la révolte deviennent-ils un problème trente ans après les faits ?

### Histoire de la guerre juive
Une des différences majeures entre la Guerre des Juifs et la Vita est la fréquente mention de Justus de Tibériade dans ce dernier texte, alors que Flavius Josèphe n'en dit pas un mot, dans ce qu'il avait écrit vingt ans auparavant. La question cruciale est : Que disait Justus dans son Histoire qui a nécessité une telle réaction de Josèphe ?
L'essentiel de ce que nous connaissons sur lui, provient d'une longue digression de Flavius Josèphe attaquant Justus dans son Autobiographie (336-367).
Si Justus avait tant de raisons de haïr Flavius Josèphe, pourquoi a-t-il attendu 20 ans (Vita 360) avant de l'attaquer dans son écrit ? Josèphe utilise cette attente comme une preuve des mensonges de Justus. S'il a attendu la mort de Vespasien, de Titus, Agrippa, et tous ceux qui connaissaient la vérité, c'est qu'il savait qu'ils n'auraient pas toléré ses mensonges, (359-360). On s'est donc demandé si Justus n'attaquait pas Agrippa et les empereurs, attendant leur mort pour publier « sa vérité ». Toutefois, il n'y a pas de signe qu'il ait attaqué un personnage royal, juif ou romain. Si cela avait été le cas, il est invraisemblable que Josèphe qui consacre une grande place aux attaques contre Justus dans sa Vita, n'en ait pas fait état.

## Flavius Josèphe, écrivain officiel des Flaviens
Dans son Autobiographie, Flavius Josèphe confirme que son « récit de la guerre est fait du point de vue romain » et que « ce que représente Rome pour Josèphe, par delà les faveurs réelles ou supposées dont il a été comblé, c'est l'État, l'État de droit divin ». Il écrit aussi : « L'empereur Titus voulut qu'on ne répandit dans le public la connaissance de ces événements que d'après mes seuls livres, à tel point qu'il les parapha de sa propre main et en ordonna la publication ».
Si cette attitude de Titus est devenue une politique impériale poursuivie après sa mort, cela explique peut-être la rapide disparition du livre de Justus de Tibériade sur l'Histoire de la guerre juive.

## Œuvre
Il est l'auteur d'une Guerre des juifs, probablement écrite en grec, qu'il ne publie qu'après la mort d'Agrippa (100) qu'il présente sous un jour défavorable. Cette œuvre est mentionnée par Eusèbe de Césarée et Jérôme de Stridon, mais indirectement, Flavius ayant probablement œuvré à la disparition des travaux de son rival[réf. nécessaire].
Juste est également l'auteur d'une Chronique du peuple juif, de Moïse à la mort d'Hérode Agrippa II. Photius de Constantinople la décrit comme étant rédigée dans des formes sommaires. Il est vraisemblable que plusieurs auteurs plus tardifs aient utilisé ce matériau dans leurs propres travaux, à l'instar de Sextus Julius Africanus, Eusèbe  et de l'historien byzantin Syncellus.
De ces deux œuvres, il ne reste que quelques fragments. Jérôme de Stridon en mentionne une troisième, un court commentaire sur les Écritures sans qu'on en sache davantage.